# Олексій V Дука
Олексій V Дука (грец. Ἀλέξιος Ε' Δούκας ὁ Μούρτζουφλος, ? — грудень 1205)  — імператор Візантії з 5 лютого 1204 по 13 квітня 1204 року. Отримав прізвисько Мурзуфул — «насуплений», через суворий погляд і густі брови.
Своїй імператорські кар'єрі завдячує повстанню у Константинополі проти Ісаака II Ангела та його сина Олексія IV Ангела. Олексій V Дука наказав задушити Олексія IV, а свого попередника Миколая Канабоса, який був лише три дні при владі, заточив у в'язницю. Батько Олексія IV  помер 28 лютого.
Олексій V з великою мужністю взяв на себе керівництво обороною Константинополя, оточеного лицарями  Четвертого хрестового походу. Однак ситуація 12 квітня стала безвихідною, і він спробував утекти й об'єднатися проти хрестоносців зі своїм тестем, колишнім імператором Олексієм III Ангелом. Однак Олексій III осліпив його й передав хрестоносцям. Хрестоносці його стратили  як вбивцю Олексія IV Ангела, скинувши з колони Феодосія.